# Lijst van gemeentelijke monumenten in 's-Hertogenbosch (plaats)
De plaats 's-Hertogenbosch, hoofdplaats van de gelijknamige gemeente, heeft 511 gemeentelijke monumenten; hieronder een overzicht. 

## Aawijk
De Aawijk kent 1 gemeentelijk monument:
| Object | Bouwjaar | Architect | Locatie            | Coördinaten                   | Nr.          | Afbeelding |
| ------ | -------- | --------- | ------------------ | ----------------------------- | ------------ | ---------- |
|        |          |           | Rijnstraat 230-270 | 51° 41' 26" NB, 5° 20' 14" OL | 0796/SOM0480 |            |

## Binnenstad-Noord
De buurt Binnenstad-Noord kent 12 gemeentelijke monumenten:
| Object               | Bouwjaar   | Architect | Locatie                     | Coördinaten                   | Nr.          | Afbeelding           |
| -------------------- | ---------- | --------- | --------------------------- | ----------------------------- | ------------ | -------------------- |
| Ravelijn             | 1734       |           | Citadellaan bij 28          | 51° 41' 42" NB, 5° 18' 12" OL | 0796/SOM0539 | Upload foto          |
| Winkel-woonhuis      | 1950       |           | Hinthamereinde 1            | 51° 41' 20" NB, 5° 18' 55" OL | 0796/SOM0531 | Winkel-woonhuis      |
|                      |            |           | Hinthamereinde 4            | 51° 41' 21" NB, 5° 18' 54" OL | 0796/SOM0573 |                      |
|                      |            |           | Hinthamereinde 6-8          | 51° 41' 21" NB, 5° 18' 54" OL | 0796/SOM0413 |                      |
| Woningen             | 1905       |           | Hinthamereinde 13           | 51° 41' 21" NB, 5° 18' 56" OL | 0796/SOM0074 | Woningen             |
|                      |            |           | Hinthamereinde 14           | 51° 41' 21" NB, 5° 18' 54" OL | 0796/SOM0574 |                      |
| Winkel-woning        | 1927, 1954 |           | Hinthamereinde 15-15A       | 51° 41' 22" NB, 5° 18' 56" OL | 0796/SOM0075 | Winkel-woning        |
|                      |            |           | Hinthamereinde 40-44A       | 51° 41' 23" NB, 5° 18' 56" OL | 0796/SOM0414 |                      |
|                      |            |           | Hinthamereinde 57           | 51° 41' 25" NB, 5° 18' 59" OL | 0796/SOM0575 |                      |
| Stoomkoffiebranderij | 1837       |           | Hinthamereinde 59-61, 65-67 | 51° 41' 25" NB, 5° 18' 58" OL | 0796/SOM0415 | Stoomkoffiebranderij |
|                      |            |           | Hinthamereinde 71           | 51° 41' 26" NB, 5° 18' 59" OL | 0796/SOM0576 |                      |
|                      |            |           | Hinthamereinde 76           | 51° 41' 26" NB, 5° 18' 57" OL | 0796/SOM0577 |                      |

## Centrum
Het centrum van 's-Hertogenbosch kent 316 gemeentelijke monumenten. Zie de Lijst van gemeentelijke monumenten in 's-Hertogenbosch Centrum

## De Muntel
De wijk De Muntel kent 49 gemeentelijke monumenten:
| Object                                                   | Bouwjaar                     | Architect                      | Locatie | Coördinaten                   | Nr.          | Afbeelding                             |
| -------------------------------------------------------- | ---------------------------- | ------------------------------ | --- | ----------------------------- | ------------ | -------------------------------------- |
| Woning-rij                                               | 1925                         |                                | Arnoud Van Gelderstraat 14                                                                                 | 51° 41' 43" NB, 5° 18' 22" OL | 0796/SOM0011 | Upload foto                            |
| Woningen                                                 | 1931, 1938, 1950             |                                | Arnoud Van Gelderstraat 34-70, Willem Mariastraat 1-7                                                      | 51° 41' 46" NB, 5° 18' 20" OL | 0796/SOM0012 | Upload foto                            |
| Woning                                                   | 1925, 1928                   |                                | Citadellaan 43-73                                                                                          | 51° 41' 44" NB, 5° 18' 20" OL | 0796/SOM0021 | Upload foto                            |
| Poortgebouw                                              | 1938                         | Rooij, J. van                  | Geert Van Woustraat 21-23                                                                                  | 51° 41' 36" NB, 5° 18' 43" OL | 0796/SOM0047 | Poortgebouw                            |
| Woonhuizen                                               | 1931-1932                    | Knoers, Ph.                    | Geert Van Woustraat 27-37                                                                                  | 51° 41' 36" NB, 5° 18' 42" OL | 0796/SOM0058 | Woonhuizen                             |
| Woonhuizen                                               | 1926-1930                    | Berg, J. van de                | Geert Van Woustraat 41-47                                                                                  | 51° 41' 36" NB, 5° 18' 43" OL | 0796/SOM0094 | Woonhuizen                             |
| Creche / peuterspeelzaal                                 | 1925                         |                                | Geldersedam 33                                                                                             | 51° 41' 40" NB, 5° 18' 43" OL | 0796/SOM0048 | Creche / peuterspeelzaal               |
| Winkel-woonhuis                                          | 1926, 1938                   | Berg, J. v.d.                  | Geldersedam 36, Jan Schöfferlaan 13                                                                        | 51° 41' 41" NB, 5° 18' 41" OL | 0796/SOM0121 | Winkel-woonhuis                        |
| Woningen                                                 | 1925                         |                                | Geldersedam 38 t/m 40                                                                                      | 51° 41' 42" NB, 5° 18' 39" OL | 0796/SOM0050 | Woningen                               |
| Woningen                                                 | 1930, 1925                   | Nijsten, E.                    | Geldersedam 41 t/m 44, Twaalfmorgenstraat 83                                                               | 51° 41' 42" NB, 5° 18' 40" OL | 0796/SOM0171 | Woningen                               |
| Winkel-woonhuis                                          | 1925, 1924;1925              | Berg, J. v.d.                  | Hennequinstraat 2-40                                                                                       | 51° 41' 37" NB, 5° 18' 30" OL | 0796/SOM0071 | Winkel-woonhuis                        |
| Winkel-woonhuis                                          | 1955, 1925, 1950, 1930, 1936 |                                | Hennequinstraat 42-44, Van Der Venstraat 35-43, Van Noremborghstraat 111-129                               | 51° 41' 39" NB, 5° 18' 32" OL | 0796/SOM0286 | Winkel-woonhuis                        |
| Woningen                                                 | circa 1921, 1938, 1925       |                                | Jan De La Barlaan 1, Pelssingel 1 t/m 5                                                                    | 51° 41' 34" NB, 5° 18' 35" OL | 0796/SOM0115 | Upload foto                            |
| Woning                                                   | 1921                         |                                | Jan De La Barlaan 33A-35                                                                                   | 51° 41' 36" NB, 5° 18' 38" OL | 0796/SOM0116 | Woning                                 |
| Pensiongebouw                                            | 1935, 1932                   | Graaf, H.M. de                 | Jan Schöfferlaan 1-3                                                                                       | 51° 41' 39" NB, 5° 18' 38" OL | 0796/SOM0117 | Pensiongebouw                          |
| Wijk- / buurtcentrum                                     | 1500                         |                                | Jan Schöfferlaan 3-3AB                                                                                     | 51° 41' 39" NB, 5° 18' 40" OL | 0796/SOM0118 | Wijk- / buurtcentrum                   |
| Kantoor                                                  | 1938                         |                                | Jan Schöfferlaan 5                                                                                         | 51° 41' 40" NB, 5° 18' 40" OL | 0796/SOM0119 | Kantoor                                |
| Kantoor, Schoolgebouw met dienstwoning                   | 1931                         | Graaf, H.M. de                 | Jan Schöfferlaan 10-14                                                                                     | 51° 41' 40" NB, 5° 18' 39" OL | 0796/SOM0120 | Kantoor, Schoolgebouw met dienstwoning |
| Hoekwoning                                               | 1930                         |                                | Jan Schöfferlaan 16                                                                                        | 51° 41' 41" NB, 5° 18' 39" OL | 0796/SOM0122 | Hoekwoning                             |
| Winkel-woning                                            | 1930                         | Berg, J. van de                | Jonge Voetboogstraat 2, Van Noremborghstraat 9-11                                                          | 51° 41' 42" NB, 5° 18' 24" OL | 0796/SOM0291 | Upload foto                            |
| Kantoor                                                  | 1936                         |                                | Kapelaan Koopmansplein 113                                                                                 | 51° 41' 38" NB, 5° 18' 38" OL | 0796/SOM0124 | Kantoor                                |
| Winkel                                                   | 1936                         |                                | Kapelaan Koopmansplein 115-117                                                                             | 51° 41' 39" NB, 5° 18' 37" OL | 0796/SOM0125 | Upload foto                            |
| Woningen                                                 | 1938, 1035-1036              | Gessel jr. H.L. van            | Kapelaan Koopmansplein 119-125                                                                             | 51° 41' 39" NB, 5° 18' 36" OL | 0796/SOM0126 | Woningen                               |
| Woning/kantoor                                           | 1938, 1936                   |                                | Kapelaan Koopmansplein 127, Van Noremborghstraat 118                                                       | 51° 41' 39" NB, 5° 18' 35" OL | 0796/SOM0300 | Woning/kantoor                         |
| Woning                                                   | 1938, 1935                   |                                | Koedijkstraat 20-22, Taxandriaplein 2-58, Van Ysselsteinstraat 15-17, Willem Van Nassaulaan 1-2, 28 t/m 30 | 51° 41' 48" NB, 5° 18' 28" OL | 0796/SOM0133 | Upload foto                            |
| Woningen                                                 | 1925                         |                                | Lange Tuinstraat 1B                                                                                        | 51° 41' 45" NB, 5° 18' 32" OL | 0796/SOM0167 | Upload foto                            |
| Woning-rij                                               | 1938                         |                                | Moliusstraat 8-12                                                                                          | 51° 41' 44" NB, 5° 18' 24" OL | 0796/SOM0222 | Upload foto                            |
| Hoekwoning, Protestante school                           | 1931, 1965                   | Beunis, A.W.                   | Moliusstraat 18                                                                                            | 51° 41' 44" NB, 5° 18' 26" OL | 0796/SOM0223 | Upload foto                            |
|                                                          |                              |                                | Nemiusstraat 2                                                                                             | 51° 41' 37" NB, 5° 18' 42" OL | 0796/SOM0224 | Upload foto                            |
| Dubbele woning                                           | 1947                         |                                | Pelssingel 551 t/m 560                                                                                     | 51° 41' 31" NB, 5° 18' 42" OL | 0796/SOM0246 | Upload foto                            |
| Woningen                                                 | 1993, 1965, 1921             | Haar, J.B. van de              | Pieter Vreedestraat 1-7, Rietpolderplein 1 t/m 10                                                          | 51° 41' 34" NB, 5° 18' 47" OL | 0796/SOM0253 | Woningen                               |
| Overig cultureel, Schoolgebouw                           | 1500                         |                                | Taxandriaplein 1                                                                                           | 51° 41' 46" NB, 5° 18' 24" OL | 0796/SOM0276 | Upload foto                            |
| Dubbele woning                                           | 1931                         |                                | Taxandriaplein 1A                                                                                          | 51° 41' 46" NB, 5° 18' 24" OL | 0796/SOM0273 | Upload foto                            |
| Woning                                                   | 1938                         |                                | Taxandriaplein 5-7                                                                                         | 51° 41' 45" NB, 5° 18' 27" OL | 0796/SOM0274 | Upload foto                            |
| Dubbele woning                                           | 1925                         |                                | Twaalfmorgenstraat 2-2A                                                                                    | 51° 41' 43" NB, 5° 18' 30" OL | 0796/SOM0279 | Dubbele woning                         |
| Woningen                                                 | 1925                         |                                | Twaalfmorgenstraat 50                                                                                      | 51° 41' 42" NB, 5° 18' 37" OL | 0796/SOM0280 | Woningen                               |
| Woningen                                                 | 1925                         | Berg, J. van de, Berg, J. v.d. | Van Der Weeghensingel 1 t/m 7                                                                              | 51° 41' 37" NB, 5° 18' 27" OL | 0796/SOM0287 | Woningen                               |
| Woning                                                   | 1925, 1928                   |                                | Van Der Weeghensingel 23-24                                                                                | 51° 41' 39" NB, 5° 18' 24" OL | 0796/SOM0288 | Woning                                 |
| Woningen                                                 | 1938, 1935                   |                                | Van Noremborghstraat 3-7                                                                                   | 51° 41' 42" NB, 5° 18' 22" OL | 0796/SOM0290 | Upload foto                            |
| Woningen                                                 | 1930, 1925                   | Nijsten, E.                    | Van Noremborghstraat 14-20                                                                                 | 51° 41' 43" NB, 5° 18' 21" OL | 0796/SOM0292 | Upload foto                            |
| Woningen                                                 | 1925                         |                                | Van Noremborghstraat 24-38                                                                                 | 51° 41' 43" NB, 5° 18' 25" OL | 0796/SOM0293 | Upload foto                            |
| Woningen                                                 | 1930, 1925                   | Kanders, J.C.                  | Van Noremborghstraat 58-68                                                                                 | 51° 41' 41" NB, 5° 18' 29" OL | 0796/SOM0294 | Woningen                               |
| Woning                                                   | 1938, 1925, 1930             |                                | Van Noremborghstraat 70-84                                                                                 | 51° 41' 40" NB, 5° 18' 30" OL | 0796/SOM0295 | Woning                                 |
| Winkel-woning                                            | 1927, 1925, 1930             | Rosmalen en Zn., J. van        | Van Noremborghstraat 91-97                                                                                 | 51° 41' 40" NB, 5° 18' 30" OL | 0796/SOM0296 | Upload foto                            |
| Praktijkruimte, woning-bovenwoning, woning-benedenwoning | 1936, 1925                   |                                | Van Noremborghstraat 99-105                                                                                | 51° 41' 40" NB, 5° 18' 30" OL | 0796/SOM0297 | Upload foto                            |
| Winkel-woning                                            | 1926, 1930, 1936             | Berg, J. van de                | Van Noremborghstraat 110-112                                                                               | 51° 41' 40" NB, 5° 18' 34" OL | 0796/SOM0298 | Winkel-woning                          |
| Woningen                                                 | 1938                         |                                | Van Noremborghstraat 114-116                                                                               | 51° 41' 39" NB, 5° 18' 34" OL | 0796/SOM0299 | Woningen                               |
|                                                          |                              |                                | Van Ysselsteinstraat 2-6                                                                                   | 51° 41' 46" NB, 5° 18' 23" OL | 0796/SOM0289 | Upload foto                            |
| Woningen                                                 | 1902, 1925                   | Valk, H.W.                     | Willem Van Nassaulaan 3 t/m 27                                                                             | 51° 41' 48" NB, 5° 18' 30" OL | 0796/SOM0330 | Upload foto                            |

## De Vliert
De wijk De Vliert kent 8 gemeentelijke monumenten:
| Object                                            | Bouwjaar         | Architect      | Locatie | Coördinaten                   | Nr.          | Afbeelding        |
| ------------------------------------------------- | ---------------- | -------------- | --- | ----------------------------- | ------------ | ----------------- |
| Schoolgebouw                                      | circa 1930       |                | Aartshertogenlaan 23                                                                                                 | 51° 41' 57" NB, 5° 18' 24" OL | 0796/SOM0005 | Upload foto       |
| Woning, flat, cafetaria / snackbar                | 1950, 1952, 1900 |                | Aartshertogenlaan 25-87, Anthonius Van Alphenstraat 10-14, Monseigneur Zwijsenstraat 5A-9                            | 51° 41' 57" NB, 5° 18' 28" OL | 0796/SOM0003 | Upload foto       |
| Flat                                              | 1947, 1960, 1952 |                | Aartshertogenlaan 153-211, Baden Powellstraat 20-26, Leonardus Van Veghelstraat 21-25                                | 51° 41' 56" NB, 5° 18' 39" OL | 0796/SOM0004 | Upload foto       |
| Dubbele woning                                    | 1952             |                | Adriaan Van Ostadestraat 2, Ophoviuslaan 154                                                                         | 51° 41' 55" NB, 5° 19' 5" OL  | 0796/SOM0009 | Upload foto       |
| Dubbele woning                                    | 1947             |                | Anthonius Van Alphenstraat 538 t/m 541, Monseigneur Zwijsenstraat 532 t/m 533, Ophoviuslaan 534 t/m 537, 542 t/m 547 | 51° 41' 52" NB, 5° 18' 28" OL | 0796/SOM0010 | Upload foto       |
| Woning-vrijstaand                                 | 1962             |                | Ophoviuslaan 156 | 51° 41' 55" NB, 5° 19' 7" OL  | 0796/SOM0230 | Upload foto       |
| R.K. Klooster Fratershuis in Delftse School stijl | 1938             | Valk, H.W.     | Sonniusstraat 3 | 51° 41' 55" NB, 5° 18' 21" OL | 0796/SOM0269 | Upload foto       |
| 53rd Welsh Division Memorial                      | 1952             | John Harrisson | Welsh Divisionplein                                                                                                  | 51° 41' 57" NB, 5° 19' 3" OL  | 0796/SOM0329 | Meer afbeeldingen |

## Deuteren
De wijk Deuteren kent 4 gemeentelijke monumenten:
| Object                            | Bouwjaar     | Architect | Locatie            | Coördinaten                   | Nr.          | Afbeelding                        |
| --------------------------------- | ------------ | --------- | ------------------ | ----------------------------- | ------------ | --------------------------------- |
| Spoorwegwachtershuisje 39         | 1880         |           | Deutersestraat 25  | 51° 41' 6" NB, 5° 15' 53" OL  | 0796/SOM0542 | Spoorwegwachtershuisje 39         |
| School                            |              |           | Heerendonklaan 4   | 51° 41' 24" NB, 5° 16' 55" OL | 0796/SOM0556 | School                            |
| T-boerderij in Traditioneel stijl | XIX en ouder |           | Vlijmenseweg 1C    | 51° 41' 15" NB, 5° 16' 17" OL | 0796/SOM0691 | T-boerderij in Traditioneel stijl |
|                                   |              |           | Vlijmenseweg 52-56 | 51° 41' 13" NB, 5° 16' 13" OL | 0796/SOM0493 |                                   |

## Eikendonk
De wijk Eikendonk kent 1 gemeentelijk monument:
| Object            | Bouwjaar | Architect | Locatie                                                                         | Coördinaten                   | Nr.          | Afbeelding  |
| ----------------- | -------- | --------- | ------------------------------------------------------------------------------- | ----------------------------- | ------------ | ----------- |
| Complex Eikendonk |          |           | De Bossche Pad 49 t/m 74, Eindstraat 2-16, Maastrichtseweg 34 t/m 42, 44 t/m 59 | 51° 41' 18" NB, 5° 19' 16" OL | 0796/SOM0001 | Upload foto |

## Graafsepoort
De wijk Graafsepoort kent 6 gemeentelijke monumenten.
N.B. Dit is exclusief de monumenten in Hintham, dat officieel ook onder deze wijk valt.
| Object                     | Bouwjaar   | Architect            | Locatie                              | Coördinaten                   | Nr.          | Afbeelding                 |
| -------------------------- | ---------- | -------------------- | ------------------------------------ | ----------------------------- | ------------ | -------------------------- |
|                            |            |                      | Cederstraat 23, Lagelandstraat 17-19 | 51° 41' 35" NB, 5° 19' 21" OL | 0796/SOM0458 |                            |
|                            |            |                      | Cypresstraat 28-28A                  | 51° 41' 37" NB, 5° 19' 24" OL | 0796/SOM0540 |                            |
| R.K. H.Hartenkerk          | 1952-1950  | Alexander Kropholler | Graafseweg 194A                      | 51° 41' 47" NB, 5° 19' 29" OL | 0796/SOM0730 | R.K. H.Hartenkerk          |
| Woning-bar/dancing, Horeca | circa 1880 |                      | Graafseweg 196                       | 51° 41' 49" NB, 5° 19' 32" OL | 0796/SOM0065 | Woning-bar/dancing, Horeca |
|                            |            |                      | Kamperfoeliestraat 23-23A            | 51° 41' 56" NB, 5° 20' 2" OL  | 0796/SOM0619 | Upload foto                |
|                            |            |                      | Palmboomstraat 26-28                 | 51° 41' 33" NB, 5° 19' 25" OL | 0796/SOM0470 | Upload foto                |
|                            |            |                      | Rubensstraat 64                      | 51° 41' 49" NB, 5° 19' 25" OL | 0796/SOM0412 |                            |

## Hintham
De wijk Hintham kent 4 gemeentelijk monumenten:
| Object                                           | Bouwjaar | Architect | Locatie       | Coördinaten                   | Nr.          | Afbeelding                         |
| ------------------------------------------------ | -------- | --------- | ------------- | ----------------------------- | ------------ | ---------------------------------- |
| Klooster St. Jozefgesticht in Eclecticisme stijl | 1868     |           | Hintham 16a   | 51° 42' 2" NB, 5° 20' 9" OL   | 0796/SOM0570 | Meer afbeeldingen                  |
| Woonhuis met Chaletstijl elementen               | 1881     |           | Hintham 32    | 51° 42' 3" NB, 5° 20' 12" OL  | 0796/SOM0073 | Woonhuis met Chaletstijl elementen |
| Pastorie van de Heilige Annakerk                 | 1910     |           | Hintham 39-41 | 51° 41' 59" NB, 5° 20' 22" OL | 0796/SOM0572 | Pastorie van de Heilige Annakerk   |

## Noord
De wijk Noord kent 2 gemeentelijke monumenten:
| Object                     | Bouwjaar | Architect        | Locatie           | Coördinaten                   | Nr.          | Afbeelding  |
| -------------------------- | -------- | ---------------- | ----------------- | ----------------------------- | ------------ | ----------- |
| Vrijstaande bedrijfswoning | 1900     |                  | Herven 58         | 51° 42' 25" NB, 5° 19' 14" OL | 0796/SOM0072 | Upload foto |
| Het Cementrum              | 1979     | David Zuiderhoek | Sint Teunislaan 1 | 51° 42' 38" NB, 5° 18' 47" OL | 0796/SOM0777 | Upload foto |

## Orthen
De wijk Orthen kent 1 gemeentelijk monument:
| Object                | Bouwjaar | Architect      | Locatie             | Coördinaten                   | Nr.          | Afbeelding        |
| --------------------- | -------- | -------------- | ------------------- | ----------------------------- | ------------ | ----------------- |
| R.K. San Salvatorkerk | 1956     | Graaf, P.W. de | Schaarhuisstraat 14 | 51° 42' 21" NB, 5° 18' 16" OL | 0796/SOM0665 | Meer afbeeldingen |

## Oud-Empel
De buurtschap Oud-Empel kent 3 gemeentelijke monumenten:
| Object                                 | Bouwjaar   | Architect | Locatie         | Coördinaten                   | Nr.          | Afbeelding  |
| -------------------------------------- | ---------- | --------- | --------------- | ----------------------------- | ------------ | ----------- |
| Woonhuis in Traditionalisme stijl      | circa 1940 |           | Empelsedijk 2   | 51° 44' 5" NB, 5° 18' 1" OL   | 0796/SOM0544 | Upload foto |
| Woonhuis in Nieuwe-Kunstmotieven stijl | 1920       |           | Empelsedijk 20  | 51° 44' 10" NB, 5° 18' 15" OL | 0796/SOM0545 | Upload foto |
|                                        |            |           | Empelseschans 1 | 51° 43' 58" NB, 5° 17' 47" OL | 0796/SOM0546 | Upload foto |

## Oud Orthen
De wijk Oud Orthen kent 6 gemeentelijke monumenten:
| Object                                                                         | Bouwjaar         | Architect        | Locatie        | Coördinaten                   | Nr.          | Afbeelding  |
| ------------------------------------------------------------------------------ | ---------------- | ---------------- | -------------- | ----------------------------- | ------------ | ----------- |
|                                                                                |                  |                  | Orthen 63      | 51° 42' 31" NB, 5° 17' 57" OL | 0796/SOM0640 | Upload foto |
| Woning-vrijstaand                                                              | 1902             |                  | Orthen 79      | 51° 42' 35" NB, 5° 17' 43" OL | 0796/SOM0232 | Upload foto |
| Woning-vrijstaand                                                              | 1952             |                  | Orthen 107     | 51° 42' 38" NB, 5° 17' 39" OL | 0796/SOM0233 | Upload foto |
| Produktie (fabriek), Pastorie, woning-vrijstaand Uivernest in Neoromaans stijl | 1920, 1887, 1890 | Aalst, W.Th. van | Orthen 113-117 | 51° 42' 41" NB, 5° 17' 38" OL | 0796/SOM0234 | Upload foto |
|                                                                                |                  |                  | Orthen 120-126 | 51° 42' 29" NB, 5° 17' 57" OL | 0796/SOM0641 | Upload foto |
| Dubbele woning                                                                 | 1902             |                  | Orthen 198     | 51° 42' 37" NB, 5° 17' 38" OL | 0796/SOM0235 | Upload foto |

## Paleiskwartier
De wijk Paleiskwartier kent 1 gemeentelijk monument:
| Object                   | Bouwjaar | Architect | Locatie     | Coördinaten                  | Nr.          | Afbeelding               |
| ------------------------ | -------- | --------- | ----------- | ---------------------------- | ------------ | ------------------------ |
| Magazijnen met sheddaken | 1950     |           | Hofvijver 2 | 51° 41' 8" NB, 5° 17' 22" OL | 0796/SOM0083 | Magazijnen met sheddaken |

## Vughterpoort
De wijk Vughterpoort kent 7 gemeentelijke monumenten:
| Object                        | Bouwjaar   | Architect  | Locatie       | Coördinaten                   | Nr.          | Afbeelding  |
| ----------------------------- | ---------- | ---------- | ------------- | ----------------------------- | ------------ | ----------- |
| Villa in Eclecticisme stijl   | circa 1895 |            | Vughterweg 1  | 51° 40' 54" NB, 5° 17' 37" OL | 0796/SOM0719 | Upload foto |
|                               |            |            | Vughterweg 3  | 51° 40' 52" NB, 5° 17' 36" OL | 0796/SOM0720 | Upload foto |
| Villa in Delftse School stijl | circa 1935 |            | Vughterweg 11 | 51° 40' 50" NB, 5° 17' 35" OL | 0796/SOM0721 | Upload foto |
| Villa in Delftse School stijl | circa 1940 | Bedaux, J. | Vughterweg 15 | 51° 40' 49" NB, 5° 17' 34" OL | 0796/SOM0722 | Upload foto |
|                               |            |            | Vughterweg 21 | 51° 40' 48" NB, 5° 17' 34" OL | 0796/SOM0723 | Upload foto |
|                               |            |            | Vughterweg 27 | 51° 40' 46" NB, 5° 17' 35" OL | 0796/SOM0724 | Upload foto |
|                               |            |            | Vughterweg 37 | 51° 40' 44" NB, 5° 17' 35" OL | 0796/SOM0714 | Upload foto |

## West
De wijk West kent 2 gemeentelijk monumenten:
| Object            | Bouwjaar | Architect | Locatie                   | Coördinaten                   | Nr.          | Afbeelding        |
| ----------------- | -------- | --------- | ------------------------- | ----------------------------- | ------------ | ----------------- |
| Kantoor           | 1400     |           | Oude Vlijmenseweg 114-120 | 51° 41' 29" NB, 5° 16' 43" OL | 0796/SOM0242 | Kantoor           |
| De Gruyterfabriek |          |           | Veemarktkade 8            | 51° 42' 5" NB, 5° 17' 10" OL  | 0796/SOM0735 | De Gruyterfabriek |

## Het Zand
De wijk Het Zand kent 71 gemeentelijke monumenten:
| Object                                | Bouwjaar         | Architect                        | Locatie                               | Coördinaten                   | Nr.          | Afbeelding        |
| ------------------------------------- | ---------------- | -------------------------------- | ------------------------------------- | ----------------------------- | ------------ | ----------------- |
| Woonhuis                              | circa 1908       |                                  | Brugplein 2                           | 51° 41' 40" NB, 5° 17' 54" OL | 0796/SOM0018 | Meer afbeeldingen |
| Woningen                              | 1910, circa 1907 | Pastoor, F.J.H., Pastoor, F.H.J. | Brugplein 3 t/m 6                     | 51° 41' 40" NB, 5° 17' 55" OL | 0796/SOM0019 | Meer afbeeldingen |
|                                       |                  |                                  | Buitendijk 2                          | 51° 41' 44" NB, 5° 17' 59" OL | 0796/SOM0020 |                   |
| Woonhuis                              | 1911             | Pastoor, F.H.J.                  | Cuperinusstraat 2B-2C                 | 51° 41' 37" NB, 5° 17' 48" OL | 0796/SOM0038 | Meer afbeeldingen |
| Woonhuis                              | 1911             | Pastoor, F.H.J.                  | Cuperinusstraat 2-2A                  | 51° 41' 37" NB, 5° 17' 48" OL | 0796/SOM0023 | Meer afbeeldingen |
| PKN Kerk                              | 1908             | Haspels, W.J.                    | Emmaplein 17                          | 51° 41' 30" NB, 5° 17' 52" OL | 0796/SOM0737 | PKN Kerk          |
| Woningen                              |                  |                                  | Emmaplein 24                          | 51° 41' 36" NB, 5° 17' 49" OL | 0796/SOM0044 | Woningen          |
| Woonhuizen                            | 1924             | Valk, H.W.                       | Enckevoirtstraat 1                    | 51° 41' 12" NB, 5° 17' 42" OL | 0796/SOM0045 | Upload foto       |
| Dubbele woning                        | 1924             | Valk, H.W.                       | Enckevoirtstraat 3                    | 51° 41' 12" NB, 5° 17' 42" OL | 0796/SOM0049 | Upload foto       |
| Flat, Woonhuis                        | 1907, 1900       | Hoeken en Wouters                | Guldenvliesstraat 2, Koningsweg 41-43 | 51° 41' 13" NB, 5° 17' 38" OL | 0796/SOM0068 | Meer afbeeldingen |
|                                       |                  |                                  | Havensingel 3                         | 51° 41' 27" NB, 5° 17' 53" OL | 0796/SOM0555 | Meer afbeeldingen |
| Medisch overig, Stalhouderij          | 1898, 1912       | Dony, J.                         | Havensingel 17 t/m 18                 | 51° 41' 29" NB, 5° 17' 53" OL | 0796/SOM0069 | Meer afbeeldingen |
| Woonhuis                              | 1910             | Suyling en Zn., K.C.             | Hertogstraat 1, Julianaplein 35       | 51° 41' 17" NB, 5° 17' 42" OL | 0796/SOM0618 | Meer afbeeldingen |
| Woonhuis                              | 1909             | Liempt, A. van                   | Julianaplein 3                        | 51° 41' 20" NB, 5° 17' 44" OL | 0796/SOM0607 | Meer afbeeldingen |
| Woning-rij                            | 1910             |                                  | Julianaplein 5                        | 51° 41' 20" NB, 5° 17' 43" OL | 0796/SOM0123 | Meer afbeeldingen |
| Woonhuis                              | 1910             | Dony, J.                         | Julianaplein 15-17                    | 51° 41' 19" NB, 5° 17' 42" OL | 0796/SOM0609 | Meer afbeeldingen |
|                                       |                  |                                  | Julianaplein 21                       | 51° 41' 18" NB, 5° 17' 42" OL | 0796/SOM0611 | Meer afbeeldingen |
| Woonhuis                              | 1911             | Suyling en Zn., K.C.             | Julianaplein 23-25                    | 51° 41' 18" NB, 5° 17' 42" OL | 0796/SOM0613 | Meer afbeeldingen |
| Woonhuizen                            | 1909             | Hootsmans, A.                    | Julianaplein 27-29                    | 51° 41' 17" NB, 5° 17' 42" OL | 0796/SOM0615 | Meer afbeeldingen |
|                                       |                  |                                  | Julianaplein 31-33                    | 51° 41' 17" NB, 5° 17' 41" OL | 0796/SOM0617 | Meer afbeeldingen |
| Woonhuis;Bedrijf                      | XXa              |                                  | Kempenlandstraat 16-20                | 51° 41' 35" NB, 5° 17' 46" OL | 0796/SOM0736 | Meer afbeeldingen |
| Kantoor                               | 1932             |                                  | Koningsweg 2                          | 51° 41' 14" NB, 5° 17' 43" OL | 0796/SOM0138 | Meer afbeeldingen |
| Woonhuis                              | 1908, 1910       | Stuyver, J.H.                    | Koningsweg 7                          | 51° 41' 16" NB, 5° 17' 41" OL | 0796/SOM0139 | Meer afbeeldingen |
| Woning                                | 1910             |                                  | Koningsweg 17-19                      | 51° 41' 15" NB, 5° 17' 39" OL | 0796/SOM0140 | Meer afbeeldingen |
| Woning                                | 1910             |                                  | Koningsweg 21-23                      | 51° 41' 14" NB, 5° 17' 39" OL | 0796/SOM0141 | Meer afbeeldingen |
| Woningen                              | 1910, 1912       | Dony, J.                         | Koningsweg 24-26                      | 51° 41' 11" NB, 5° 17' 40" OL | 0796/SOM0142 | Meer afbeeldingen |
| Woningen                              | XXa, 1910        | Pennings, W.A.                   | Koningsweg 25-27                      | 51° 41' 15" NB, 5° 17' 40" OL | 0796/SOM0143 | Meer afbeeldingen |
| Woning                                | 1912             |                                  | Koningsweg 28-30                      | 51° 41' 11" NB, 5° 17' 40" OL | 0796/SOM0144 | Meer afbeeldingen |
| Woningen                              | 1912, 1910       |                                  | Koningsweg 29-31                      | 51° 41' 14" NB, 5° 17' 40" OL | 0796/SOM0148 | Meer afbeeldingen |
| Kantoor, Woning                       | 1911, 1920       | Gerrese, J.                      | Koningsweg 32                         | 51° 41' 11" NB, 5° 17' 40" OL | 0796/SOM0145 | Meer afbeeldingen |
| Woning                                | 1912             |                                  | Koningsweg 34-36                      | 51° 41' 10" NB, 5° 17' 40" OL | 0796/SOM0146 | Meer afbeeldingen |
| Kantoor, Woonhuis                     | 1919, 1920       | Hurkens, J.                      | Koningsweg 38                         | 51° 41' 10" NB, 5° 17' 39" OL | 0796/SOM0147 | Meer afbeeldingen |
| Kantoor                               | 1920             |                                  | Koningsweg 40                         | 51° 41' 10" NB, 5° 17' 39" OL | 0796/SOM0149 | Meer afbeeldingen |
| Woonhuis                              | 1919             | Hurkens. J.                      | Koningsweg 42                         | 51° 41' 10" NB, 5° 17' 39" OL | 0796/SOM0150 | Meer afbeeldingen |
| Woonhuizen                            | 1909             |                                  | Koningsweg 45-47                      | 51° 41' 12" NB, 5° 17' 38" OL | 0796/SOM0630 | Meer afbeeldingen |
| Woning                                | 1912             |                                  | Koningsweg 52-54                      | 51° 41' 10" NB, 5° 17' 39" OL | 0796/SOM0151 | Meer afbeeldingen |
| Woning                                | 1910, 1901, 1912 | Dony, J.                         | Koningsweg 56-58                      | 51° 41' 10" NB, 5° 17' 39" OL | 0796/SOM0152 | Meer afbeeldingen |
| Kantoor                               | 1910             |                                  | Koningsweg 60                         | 51° 41' 9" NB, 5° 17' 38" OL  | 0796/SOM0153 | Meer afbeeldingen |
| Woonhuis                              | 1911, 1912       | Hansen, H.                       | Koningsweg 62                         | 51° 41' 9" NB, 5° 17' 38" OL  | 0796/SOM0154 | Meer afbeeldingen |
| Woonhuizen                            | 1908             | Appel, P.                        | Koningsweg 89-95                      | 51° 41' 9" NB, 5° 17' 36" OL  | 0796/SOM0449 | Meer afbeeldingen |
| Woonhuizen                            | 1904             | Stornebrink, P.Th.               | Koningsweg 97-99                      | 51° 41' 9" NB, 5° 17' 35" OL  | 0796/SOM0718 | Meer afbeeldingen |
| Woningen                              | 1896, 1910       | Dony, J.                         | Luijbenstraat 1                       | 51° 41' 23" NB, 5° 17' 52" OL | 0796/SOM0168 | Meer afbeeldingen |
| Woning                                | 1894, 1910       |                                  | Luijbenstraat 2-4                     | 51° 41' 22" NB, 5° 17' 52" OL | 0796/SOM0169 | Meer afbeeldingen |
| Kantoor                               | 1894             |                                  | Luijbenstraat 3                       | 51° 41' 23" NB, 5° 17' 51" OL | 0796/SOM0170 | Meer afbeeldingen |
| Kantoor, Woonhuis                     | 1896, 1910       | Dony, J.                         | Luijbenstraat 5                       | 51° 41' 23" NB, 5° 17' 51" OL | 0796/SOM0172 | Meer afbeeldingen |
| Woning                                | 1896, 1894       | Stornebrink, P.Th.               | Luijbenstraat 6-8                     | 51° 41' 22" NB, 5° 17' 51" OL | 0796/SOM0173 | Meer afbeeldingen |
| Woning-rij                            | 1894             |                                  | Luijbenstraat 7                       | 51° 41' 23" NB, 5° 17' 50" OL | 0796/SOM0174 | Meer afbeeldingen |
| Woonhuis                              | 1896, 1894       | Dony, J.                         | Luijbenstraat 9                       | 51° 41' 23" NB, 5° 17' 50" OL | 0796/SOM0176 | Meer afbeeldingen |
| Woningen                              | 1894             |                                  | Luijbenstraat 10-12                   | 51° 41' 22" NB, 5° 17' 51" OL | 0796/SOM0177 | Meer afbeeldingen |
| Woning-rij                            | 1894             |                                  | Luijbenstraat 11                      | 51° 41' 23" NB, 5° 17' 50" OL | 0796/SOM0178 | Meer afbeeldingen |
| Woonhuis                              | 1896             | Dony, J.                         | Luijbenstraat 13                      | 51° 41' 23" NB, 5° 17' 49" OL | 0796/SOM0180 | Meer afbeeldingen |
| Woning                                | 1898, 1894       | Stornebrink, P.Th.               | Luijbenstraat 14-16                   | 51° 41' 22" NB, 5° 17' 51" OL | 0796/SOM0181 | Meer afbeeldingen |
| Kantoor                               | 1912             |                                  | Luijbenstraat 15                      | 51° 41' 23" NB, 5° 17' 49" OL | 0796/SOM0182 | Meer afbeeldingen |
| Kantoor, Woonhuis                     | 1896, 1912       | Dony, J.                         | Luijbenstraat 17-19                   | 51° 41' 23" NB, 5° 17' 48" OL | 0796/SOM0184 | Meer afbeeldingen |
| Woning                                | 1894             |                                  | Luijbenstraat 18-22                   | 51° 41' 22" NB, 5° 17' 50" OL | 0796/SOM0185 | Meer afbeeldingen |
| Woonhuis                              | 1896             | Dony, J.                         | Luijbenstraat 21                      | 51° 41' 23" NB, 5° 17' 47" OL | 0796/SOM0188 | Meer afbeeldingen |
| Kantoor, Woonhuis                     | 1896, 1912       | Dony, J                          | Luijbenstraat 23                      | 51° 41' 23" NB, 5° 17' 47" OL | 0796/SOM0190 | Meer afbeeldingen |
| Woning                                | 1906, 1894, 1912 | Tecklenburg, P.I.                | Luijbenstraat 24-26                   | 51° 41' 22" NB, 5° 17' 50" OL | 0796/SOM0191 | Meer afbeeldingen |
| Kantoor; woning-bovenwoning, Woonhuis | 1896             | Dony, J.                         | Luijbenstraat 25                      | 51° 41' 23" NB, 5° 17' 47" OL | 0796/SOM0192 | Meer afbeeldingen |
| Woningen                              | 1910, 1894       |                                  | Luijbenstraat 28A-30                  | 51° 41' 22" NB, 5° 17' 50" OL | 0796/SOM0194 | Meer afbeeldingen |
| Woning                                | 1905, 1923       |                                  | Luijbenstraat 32-34                   | 51° 41' 22" NB, 5° 17' 49" OL | 0796/SOM0197 | Meer afbeeldingen |
| Woning                                | 1894             |                                  | Luijbenstraat 36-38                   | 51° 41' 22" NB, 5° 17' 49" OL | 0796/SOM0200 | Meer afbeeldingen |
| Woning                                | 1906, 1894       | Tecklenburg, P.I.                | Luijbenstraat 40-42                   | 51° 41' 22" NB, 5° 17' 49" OL | 0796/SOM0203 | Meer afbeeldingen |
| Woning                                | 1894             |                                  | Luijbenstraat 44-46                   | 51° 41' 23" NB, 5° 17' 48" OL | 0796/SOM0206 | Meer afbeeldingen |
| Kantoor, Steenhouwerij                | 1902, 1903       | Kempen, A.J. van                 | Oranje Nassaulaan 27                  | 51° 41' 21" NB, 5° 17' 44" OL | 0796/SOM0231 | Meer afbeeldingen |
|                                       |                  |                                  | Tramkade 2                            | 51° 41' 43" NB, 5° 17' 52" OL | 0796/SOM0533 |                   |
| Kantoor                               | 1910             |                                  | Van Der Does De Willeboissingel 1     | 51° 41' 24" NB, 5° 17' 52" OL | 0796/SOM0281 | Kantoor           |
| Woonhuis                              | 1896             | Dony, J.                         | Van Der Does De Willeboissingel 2     | 51° 41' 24" NB, 5° 17' 53" OL | 0796/SOM0282 | Woonhuis          |
| Woning-kantoor                        | 1912             |                                  | Van Der Does De Willeboissingel 3     | 51° 41' 23" NB, 5° 17' 52" OL | 0796/SOM0283 | Woning-kantoor    |
| Woningen                              |                  |                                  | Van Der Does De Willeboissingel 4     | 51° 41' 23" NB, 5° 17' 52" OL | 0796/SOM0284 | Woningen          |
| Kantoor, Woonhuis                     | 1896, 1912       | Dony, J.                         | Van Der Does De Willeboissingel 5     | 51° 41' 23" NB, 5° 17' 52" OL | 0796/SOM0285 | Kantoor, Woonhuis |

## Zuid
De wijk Zuid kent 17 gemeentelijke monumenten:
| Object                        | Bouwjaar | Architect                                    | Locatie                                                                            | Coördinaten                   | Nr.          | Afbeelding                    |
| ----------------------------- | -------- | -------------------------------------------- | ---------------------------------------------------------------------------------- | ----------------------------- | ------------ | ----------------------------- |
| Appartementen                 |          | Nico van der Laan                            | Arezzostraat 2-36, Gregoriussingel 3-13, Pettelaarseweg 2-86                       | 51° 40' 59" NB, 5° 18' 46" OL | 0796/SOM0400 | Appartementen                 |
|                               |          |                                              | Arezzostraat 21-23, Gregoriussingel 15-19, Jacob Obrechtstraat 18-24               | 51° 41' 2" NB, 5° 18' 50" OL  | 0796/SOM0411 | Upload foto                   |
| Provinciehuis                 | 1971     | Huig Maaskant                                | Brabantlaan 1                                                                      | 51° 40' 40" NB, 5° 19' 46" OL | 0796/SOM0534 | Meer afbeeldingen             |
| R.K. Lucaskerk                | 1973     | Nico van der Laan                            | Cesar Francklaan 2, Zuiderparkweg 301-303                                          | 51° 40' 58" NB, 5° 19' 31" OL | 0796/SOM0728 | Meer afbeeldingen             |
|                               |          |                                              | Geert Grootestraat 22-38, Jacob Van Maerlantstraat 1-71, Van Ruusbroeckstraat 2-16 | 51° 41' 8" NB, 5° 19' 12" OL  | 0796/SOM0460 |                               |
| Villa                         |          | W. van der Ven                               | Hertog Hendriksingel 1                                                             | 51° 41' 1" NB, 5° 18' 36" OL  | 0796/SOM0560 | Villa                         |
| Appartementen met poortgebouw | 1951     | Jos. Bedaux                                  | Hertog Hendriksingel 2-72                                                          | 51° 40' 59" NB, 5° 18' 38" OL | 0796/SOM0416 | Appartementen met poortgebouw |
| Woning met praktijkruimte     | 1951     | Jos. Bedaux                                  | Hertog Hendriksingel 5                                                             | 51° 40' 60" NB, 5° 18' 34" OL | 0796/SOM0561 | Woning met praktijkruimte     |
|                               | 1951     | Jos. Bedaux                                  | Hertog Hendriksingel 74-108, Hertog Janstraat 1 t/m 36, Pettelaarseweg 7-41        | 51° 40' 57" NB, 5° 18' 40" OL | 0796/SOM0417 |                               |
| Harpfontein                   | 1953     | Jacques van Rhijn                            | Hertog Hendriksingel ong.                                                          | 51° 40' 58" NB, 5° 18' 35" OL | 0796/SOM0565 | Harpfontein                   |
|                               |          |                                              | Hertogin Johannastraat 1                                                           | 51° 40' 57" NB, 5° 18' 45" OL | 0796/SOM0716 | Upload foto                   |
| Sint Janslyceum               | 1961     | Nico van der Laan, Wim Hansen, Harry van Hal | Homeruslaan 5, Platostraat 6, Sweelinckplein 3                                     | 51° 40' 42" NB, 5° 19' 3" OL  | 0796/SOM0599 | Sint Janslyceum               |
|                               |          |                                              | Maresiusplantsoen 1                                                                | 51° 40' 46" NB, 5° 18' 50" OL | 0796/SOM0726 | Upload foto                   |
|                               |          |                                              | Pettelaarseweg 1                                                                   | 51° 41' 4" NB, 5° 18' 33" OL  | 0796/SOM0655 |                               |
|                               |          |                                              | Pettelaarseweg 5                                                                   | 51° 41' 2" NB, 5° 18' 34" OL  | 0796/SOM0656 |                               |
|                               |          |                                              | Van Veldekekade 35                                                                 | 51° 41' 13" NB, 5° 19' 26" OL | 0796/SOM0680 |                               |
|                               |          |                                              | Wagnerlaan 7                                                                       | 51° 40' 56" NB, 5° 19' 20" OL | 0796/SOM0725 |                               |